# Almahata Sitta
Almahata Sitta – fragmenty meteorytu odnalezione po upadku na Ziemię 7 października 2008 meteoroidu 2008 TC3, który był pierwszym tego typu obiektem odkrytym jeszcze przed uderzeniem w Ziemię. Po rozpadzie bolidu nad Pustynią Nubijską jego fragmenty zostały rozrzucone na dużym obszarze. Łącznie odnaleziono 52 fragmenty o całkowitej masie 3,95 kg. Analiza fragmentów meteorytu wykazała, że należy on do rzadkiej grupy ureilitów.

## Meteoroid
Meteoroid został odkryty 6 października 2008 w ramach programu Catalina Sky Survey. Był to pierwszy tego typu obiekt, który został odkryty jeszcze przed zderzeniem z Ziemią. Średnica planetoidy była szacowana na 2 metry, jej rozmiar określano obrazowo mówiąc, że był „wielkości samochodu”.  Meteoroid uderzył w atmosferę Ziemi na wysokości 65,4 km (20,9° N, 31,4° E) i rozpadł się na kawałki (eksplodował) na wysokości 37 km (20,8° N, 32,2° E) 7 października 2008 od godzinie 5:46 czasu lokalnego (2:26 UTC).

## Nazwa
Nazwa meteorytu oznacza w języku arabskim „Stacja nr 6” i pochodzi od nazwy stacji kolejowej znajdującej się niedaleko od miejsca, gdzie znaleziono jego pierwsze fragmenty.

## Skład i klasyfikacja
Meteor został sklasyfikowany jako achondryt należący do grupy urelitów. Jest to bardzo rzadko spotykany typ meteorytu, w momencie jego znalezienia znano tylko trzy inne meteoryty tego typu.

## Odnalezione fragmenty

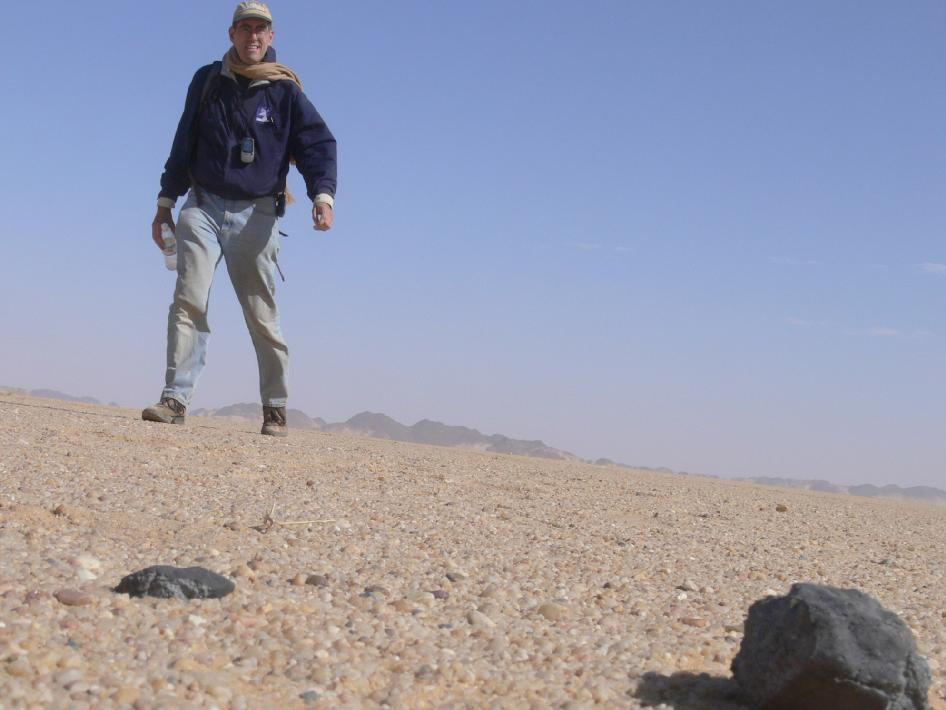
Peter Jenniskens i fragment Almahata Sitta

Tuż po upadku meteorytu zorganizowano pierwszą wyprawę w poszukiwaniu jego fragmentów. Ekspedycja została zorganizowana przez Uniwersytet Chartumski i była prowadzona przez  P. Jenniskensa (z SETI Institute) i M. H. Shaddada (Uniwersytet Chartumski).  Ekspedycja odbywała się w dniach od 2 do 9 grudnia 2008. W trakcie wyprawy znaleziono 15 fragmentów meteorytu o łącznej masie 563 gramów. Kilka tygodni później, od 25 do 30 grudnia, zorganizowano drugą wyprawę, dzięki której znaleziono następnych 37 fragmentów. Wszystkie odłamki znaleziono na obszarze o rozmiarach 28 na 5 kilometrów. Łączna masa wszystkich znalezionych odłamków meteorytu wynosi 3950 gramów.
Większość fragmentów o masach wynoszących od kilku do kilkuset gramów przechowywanych jest w Uniwersytecie Chartumskim. Niewielki kawałek meteorytu został podarowany Richardowi Kowalskiemu, który odkrył meteoroid 2008 TC3.